# Machilus viridis
Machilus viridis là loài thực vật có hoa trong họ Nguyệt quế. Loài này được Hand.-Mazz. miêu tả khoa học đầu tiên năm 1931.